# Monopeltis capensis
Monopeltis capensis — вид плазунів з родини амфісбенових (Amphisbaenidae). Мешкає в Південній Африці.

## Поширення і екологія
Monopeltis capensis мешкають на півночі і в центрі Південно-Африканської Республіки, а також на південному сході Ботсвани. Вони живуть на луках Хайвельду, в Бушвельді та Калахарі.